# هيو ويليامسون
هيو ويليامسون (بالإنجليزية: Hugh Williamson) هو سياسي أمريكي، ولد في 5 ديسمبر 1735 في مقاطعة تشيستر في الولايات المتحدة، وتوفي في 22 مايو 1819 في نيويورك في الولايات المتحدة. نشط حزبياً في الحزب الفيدرالي الأمريكي. وقد انتخب عضو مجلس النواب الأمريكي عن دائرة North Carolina's 2nd congressional district ‏ (19 مارس 1790 – 3 مارس 1791) وانتخب عضو مجلس النواب الأمريكي عن دائرة North Carolina's 4th congressional district ‏ (4 مارس 1791 – 3 مارس 1793).